# 태국 밧

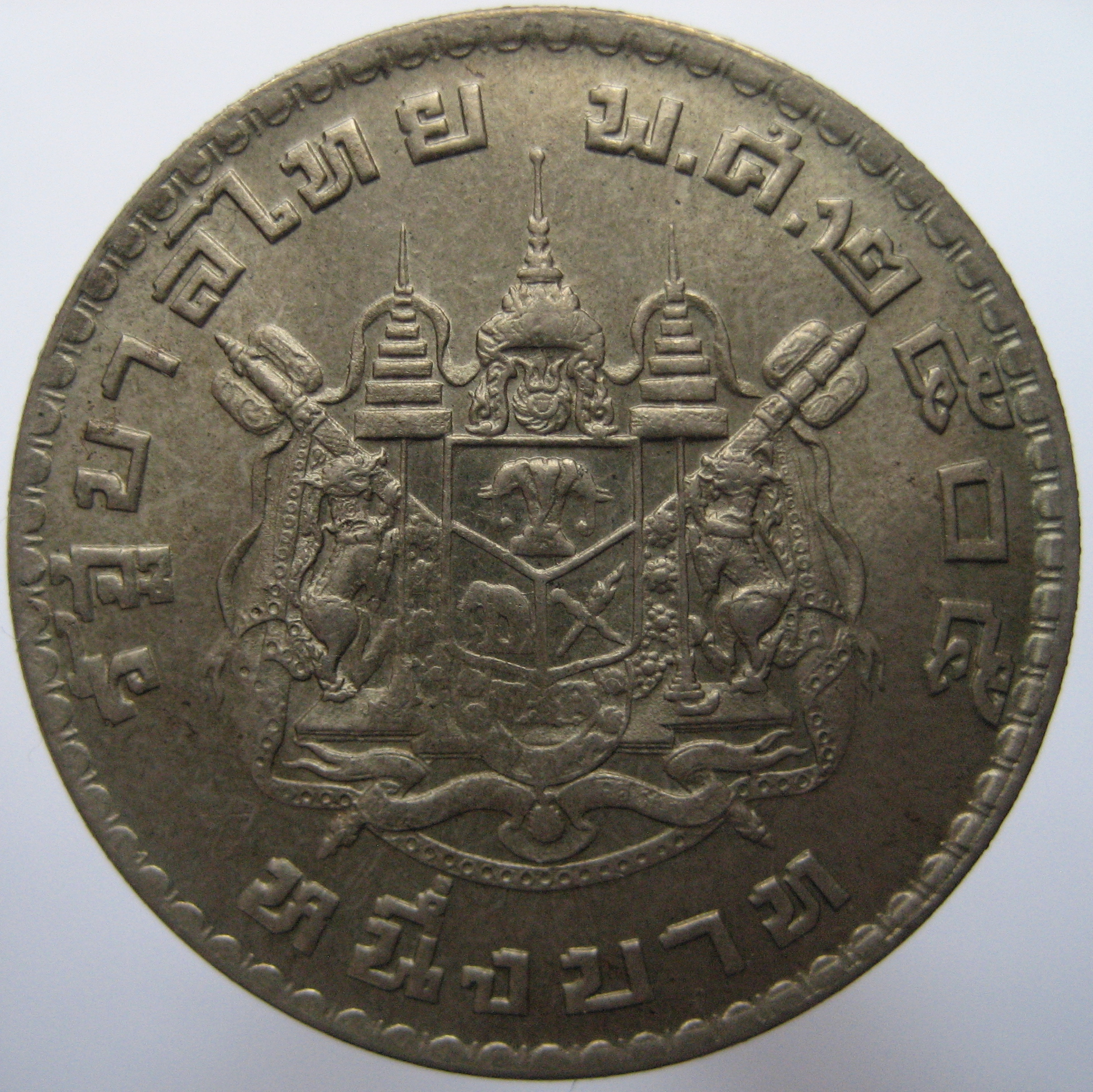

밧(태국어: บาท)은 태국의 화폐로, 1 밧은 100 사땅(สตางค์, satang)으로 나뉜다. 1, 5, 10, 25, 50 사땅, 1, 2, 5, 10 밧 주화와 20, 50, 100, 500, 1,000 밧 지폐가 통용된다. 사땅 주화는 보통 슈퍼마켓이나 편의점 등에서 간혹 사용되며 일반적으로는 잘 쓰이지 않는 편이다.
태국의 모든 화폐에는 태국 국왕의 초상이 그려져 있다. 태국에서 국왕의 사진이나 초상을 손으로 찢거나 낙서, 발로 밟아서 훼손하는 등 태국의 국왕이나 왕실을 비방, 모독하는 불경죄를 범하면 태국 형법에 따라 최저 3년에서 최고 15년의 징역형 또는 벌금에 처하게 되거나 감옥에 갈 수 있다.

## 같이 보기
- 태국의 경제
- 태국 증권거래소